# Marrakech (film)
Marrakech is een Nederlandse televisiefilm uit 1996 van Michiel van Jaarsveld, die is gebaseerd op een scenario van Gerard Thoolen en Jaap Veldhoen. De film werd dat jaar genomineerd voor een Gouden Kalf in de categorieën Beste Televisiedrama en Beste acteerprestatie TV Drama.
De film werd gemaakt voor de Vara-reeks De smeltkroes en werd opgenomen in Nederland en Marokko.

## Verhaal
Politie-inspecteur Simon Trapper wordt door zijn superieuren belast met het onderzoek naar de mysterieuze dood van de jonge Marokkaan El Ayashi. Omdat zijn eigen zoon enige maanden daarvoor in Marokko is verdwenen, voelt hij zich zeer betrokken bij de zaak.

## Rolverdeling
| Acteur               | Personage        |
| -------------------- | ---------------- |
| Mohammed Azaay       |                  |
| Sacha Bulthuis       | Mathilde Trapper |
| Angelique de Bruijne | Doreen           |
| Eric de Visser       | Walter Berkhoff  |
| Khaldoun Elmecky     | Ambassadeur      |
| Leo Hogenboom        |                  |
| Mnine Houcine        | Abdul            |
| Tom Jansen           | Simon Trapper    |
| Ari Kant             |                  |
| Ahmed Lahlil         |                  |
| Rudolf Lucieer       | Arts             |
| Rachida Machnoue     |                  |
| Mimoun Oaïssa        | Aziz Jelali      |
| Jawad Sadouk         | El Ayashi        |
| Karim Traïdia        | Rachid Ouaridia  |
| Mustapha Ziraoui     |                  |